# TIME SPACE EP
「TIME SPACE EP」（タイム・スペース・イーピー）は、水樹奈々の27枚目のシングル。2012年6月6日にキングレコードから発売された。

## 概要
前作「Synchrogazer」から約5ヶ月ぶりとなる2012年2作目のシングルで、「夢幻」以来となる全A面となっている。またEPというタイトルが付くのは、「STARCAMP EP」以来となっている。本人によれば、4曲全てが「時」をテーマにしているため、時空と関係する「TIME SPACE」を選んだという。  

## チャート成績
6月18日付週間シングルチャートで5.3万枚を売り上げて3位を獲得。同チャートのTOP3入りは、18thシングル「Trickster」以来10作連続、TOP10入りは16作連続通算17度目となった。なお本作で声優として林原めぐみが記録した16作連続トップ10入り記録を塗り替え、単独1位に躍り出た。

## 批評
hotexpressの山本純は、「聴き手ひとり一人へ向けられているかのようで、イヤホン越しに聴いていると、その温かくも豊潤な音世界につい浸かりきってしまう。」と評した。

## 収録曲
1. METRO BAROQUE [4:33]
作詞：水樹奈々、作曲：やしきん、編曲：中山真斗（Elements Garden）
劇場版アニメ『劇場版 BLOOD-C The Last Dark』主題歌
タイアップである『BLOOD-C』のTVアニメ主題歌、「純潔パラドックス」ともリンクした楽曲で、新しくジャズの要素も取り入れている。楽曲タイトルなどからも洋風なイメージがあるが、敢えて意表を突き、日本語の古風な言い回しを多用した。あるフレーズが断片的に途切れる、変わった構成になっているため、歌詞とメロディを一体化させるのに苦労したという[4]。
「BAROQUE」は歪んだ真珠を意味しており、挫折を味わっても、心の奥底にある無垢な感情は消えない、という想いを込めて名付けられている[4]。
「嗚呼」という最後のフレーズは、「メロディに取り入れられていた音階に水樹が小夜のもどかしい気持ち」を込めて付けた[4]。
2. PARTY! PARTY! [4:14]
作詞：SAYURI、作曲・編曲：田尻知之
TBS系テレビ『ランク王国』6・7月度オープニングテーマ
3. 時空サファイア [3:28]
作詞：ゆうまお、作曲：吉木絵里子、編曲：陶山隼、弦編曲：前嶋康明
meiji果汁グミ メグミとタイヨウII 主題歌
水樹曰く「めっちゃ元気が出る、カッコイイ曲」とのこと[5]。
4. ONE [3:46]
作詞：水樹奈々、作曲：内池秀和、編曲：藤間仁（Elements Garden）
NHK BSプレミアム『あにまるワンだ〜』エンディングテーマ

## 収録作品
| 曲名          | アルバム                | 発売日         | 備考                  |
| ------------- | ----------------------- | -------------- | --------------------- |
| METRO BAROQUE | 『ROCKBOUND NEIGHBORS』 | 2012年12月12日 | 9thオリジナルアルバム |
| METRO BAROQUE | 『THE MUSEUM III』      | 2018年1月10日  | 3rdベストアルバム     |

### DVD、Blu-ray Disc
| 発売日         | タイトル                                                 | 備考                           |
| METRO BAROQUE  | METRO BAROQUE                                            | METRO BAROQUE                  |
| -------------- | -------------------------------------------------------- | ------------------------------ |
| 2013年5月1日   | NANA MIZUKI LIVE GRACE -OPUS II-×UNION                   | 12作目のライブ・ビデオ。       |
| 2013年12月11日 | NANA CLIPS 6                                             | 6作目のミュージッククリップ。  |
| 2017年11月15日 | NANA MIZUKI LIVE ZIPANGU×出雲大社御奉納公演 〜月花之宴〜 | 18作目のミュージッククリップ。 |
| PARTY! PARTY!  |                                                          |                                |
| 2013年5月1日   | NANA MIZUKI LIVE GRACE -OPUS II-×UNION                   | 12作目のライブ・ビデオ。       |
| 時空サファイア |                                                          |                                |
| 2013年5月1日   | NANA MIZUKI LIVE GRACE -OPUS II-×UNION                   | 12作目のライブ・ビデオ。       |
| 2015年1月14日  | NANA MIZUKI LIVE FLIGHT×FLIGHT+                          | 14作目のライブ・ビデオ。       |
| 2017年11月15日 | NANA MIZUKI LIVE ZIPANGU×出雲大社御奉納公演 〜月花之宴〜 | 18作目のミュージッククリップ。 |
| ONE            |                                                          |                                |
| 2013年5月1日   | NANA MIZUKI LIVE GRACE -OPUS II-×UNION                   | 12作目のライブ・ビデオ。       |